# Theta Sculptoris
Theta Sculptoris (θ Scl) es una estrella en la constelación de Sculptor de magnitud aparente +4,67. Se encuentra a 71 años luz de distancia del sistema solar.
Theta Sculptoris es una estrella de la secuencia principal de tipo espectral  F5V o F4V, con una temperatura efectiva de 6425 K. Al igual que en el Sol, su energía proviene de la transformación en su interior del hidrógeno en helio, pero es 3,4 veces más luminosa que nuestra estrella, consecuencia de su mayor masa, un 25% superior a la masa solar.
Sus características físicas son similares a las de las componentes del sistema Diadem (α Comae Berenices) o a las de ψ Capricorni.
Tiene un radio un 40% más grande que el radio solar y gira sobre sí misma a una velocidad de rotación proyectada de 5 km/s, siendo dicho valor su límite inferior.
La metalicidad de Theta Sculptoris, expresada como la abundancia relativa de hierro, es algo inferior a la solar, equivalente a un 76% de la misma ([Fe/H] = -0,10).
Los niveles de otros elementos como aluminio, sodio, silicio o titanio siguen la misma tendencia.
Aunque sin duda más joven que el Sol, su edad estimada varía —dependiendo de la fuente consultada— entre 2800 y 2100 millones de años.
Como la mayor parte de las estrellas de nuestro entorno, Theta Sculptoris es una estrella del disco fino.